# Iraqi Premier Division League
La Premier Division League (in arabo دوري الدرجة الممتازة العراقي‎?), meglio nota come Iraqi Premier Division League, più semplicemente Premier Division o anche, in italiano, come Prima Divisione, è la seconda serie del campionato iracheno di calcio. Fu fondata nel 1974 ed è composta da 22 squadre.

## Formula
La Premier Division irachena è composta da 22 squadre: al termine della stagione, le prime due classificate salgono direttamente in Stars League, mentre la terza accede ai play-off di promozione. Le squadre negli ultimi quattro piazzamenti, invece, retrocedono in First Division.